# Cornouailles (film, 1994)
Pour les articles homonymes, voir Cornouailles (homonymie) et Cornouailles (film).
 (novembre 2019).
Pour plus de détails, voir Fiche technique et Distribution.
Cornouailles  (intitulé Icewarrior en anglais) est le dernier film réalisé par Pierre Perrault sorti en 1994. Le documentaire a été tourné à l'île d'Ellesmere, au Nunavut (Canada).

## Synopsis
Durant 120 jours, l'équipe observe et étudie les bœufs musqués de la région. On explique notamment leur mode de vie, leur alimentation, l'organisation du troupeau et les revendications de territoire entre deux bœufs musqués rivaux.
Le film étudie également différentes espèces végétales telles que le lichen et le Salix polaris ainsi qu'animales telles que l'Eider à duvet et le Labbe à longue queue.

## Fiche technique
- Titre : Cornouailles
- Titre anglais : Icewarrior
- Réalisation et scénario : Pierre Perrault
- Photo : Bernard Gosselin et Martin Leclerc
- Son : Shelley Craig, Marie-Claude Gagné, Terry Mardini et Gilles Quintal
- Montage : Camille Laperrière
- Musique : Ginette Bellavance et Daniel Toussaint
- Producteur : Jacques Vallée
- Langue originale : français

## Distribution
- Michel Garneau : Narrateur (voix)